# Emiliano Armenteros
Pour les articles homonymes, voir Armenteros.
Emiliano Daniel Armenteros est un footballeur argentin né le 18 janvier 1986 à Monte Grande. Il évolue au poste de milieu de terrain à l'UD Ibiza.

## Palmarès
Rayo Vallecano
- Champion d'Espagne D2 en 2018